# (34877) 2001 UQ34
2001 UQ34 (asteroide 34877) é um asteroide da cintura principal. Possui uma excentricidade de 0.14533510 e uma inclinação de 6.79024º.
Este asteroide foi descoberto no dia 16 de outubro de 2001 por LINEAR em Socorro.